# Нарымбаев, Махан
Махан Нарымбаев (1923 год, аул Атабай, Киргизская АССР, РСФСР, СССР — 1972 год, посёлок Баялдыр, Чимкентская область, Казахская ССР) — колхозник, чабан, Герой Социалистического Труда (1948).

## Биография
Родился в 1923 году в ауле Атабай, Киргизская АССР (сегодня — Отырарский район, Южно-Казахстанской области, Казахстан). C 1942 года участвовал в Великой Отечественной войне. После демобилизации в 1943 году возвратился в Казахстан, где стал работать секретарём правления колхоза «Кзыл-Ту» и заведующим коневодческой фермой. С 1953 года работал заведующим фермой колхоза «Бостандык». С 1956 года был заведующим магазина сельскохозяйственного кооператива в посёлке Урангай. С 1962 года работал помощником чабана колхоза имени Джамбула Туркестанского района.
В 1947 году, будучи заведующим коневодческой фермы, вырастил 56 жеребят от 56 конематок. Указом Президиума Верховного Совета СССР от 23 июля 1948 года «за получение высокой продуктивности животноводства в 1947 году при выполнении колхозом обязательных поставок сельскохозяйственных продуктов и плана развития животноводства» удостоен звания Героя Социалистического Труда с вручением ордена Ленина и золотой медали «Серп и Молот».
В 1967 году вышел на пенсию.
Скончался в 1972 году.
Награды
- Герой Социалистического Труда
- Орден Ленина (1948).